# Контурне будівництво
Контурне будівництво (англ. Contour Crafting) — інноваційна технологія в будівництві, яка дозволяє, без шкоди для експлуатаційних якостей кінцевої продукції, автоматизувати найтрудомісткіший етап будівництва — будівництво несних огороджувальних конструкцій, і, в потенціалі, прокладання інженерних мереж, оздоблювальні роботи.
Розвитком цієї технології займається доктор Бегрох Хошневіс з Університету Південної Каліфорнії.

## Особливості технології
Технологія полягає в екструзії (витисканні) шар за шаром спеціального бетону за закладеним у програму контуром, вирощуючи стіни будівлі, звідси й назва технології. В цьому вона дуже схожа на звичайний 3D-друк за технологією компанії Stratasys FDM® (пошарове укладання розігрітої нитки термопласту відповідно до робочого файла).
Особливість технології полягає в підключенні додаткового інструмента машини — маніпулятора який встановлює в проєктне положення несні і підтримувальні елементи конструкції, інженерні комунікації (перемички, балки перекриття/покриття, елементи тримальної конструкції, лотки, димовідводи, вентиляційні канали тощо).
Будівельний матеріал для зведення несних елементів конструкції (стін, перекриттів) це швидкотве́рдний реакційно-порошковий бетон, армований сталевою або полімерною мікрофіброю. Особливістю реакційно-порошкового бетону є відсутність великого заповнювача без втрати в співвідношенні зв'язна/тверда складова, а також високі експлуатаційні характеристики. Так само можна використати дешевші види бетонів, такі як дрібнозернистий і піщаний бетон, модифікований добавками (гіперпластифікаторів, прискорювачів тверднення, фібри).
Як арматуру можна застосувати інноваційну технологію тканих об'ємно-сітчастих каркасів. Теоретично, такі каркаси можуть зв'язуватися в єдину конструкцію в процесі будівництва.
Перевага технології полягає у швидкості будівництва. За деякими даними, машина може побудувати за 24 години житловий будинок площею 150 м2.
Недоліком є складність, а в деяких випадках і неможливість спорудження будівель з відкритим плануванням і складних архітектурних форм через необхідність створення підтримувальних конструкцій.[джерело?]

## Реалізація
Однією з найуспішніших систем контурного будівництва є D-Shape, розроблена Енріко Діні. D-Shape дозволяє виконувати будівництво без участі людини. При цьому D-Shape використовує особливу технологію перетворення піску на мінерал з мікрокристалічними характеристиками, властивості якого перевершують портландцемент. За деякими твердженнями, такий матеріал не вимагає посилення армуванням. Відзначається, що D-Shape дозволяє прискорити процес будівництва до чотирьох разів, порівняно з традиційними методами.
2009 року системою D-Shape зведено будівлю заввишки 3 метри.
2014 року почався прорив у галузі спорудження будівель з використанням контурного 3D-друку бетоном.
Протягом 2014 року шанхайська компанія WinSun оголосила спочатку про будівництво десяти 3D-друкованих будинків, зведених за 24 години, а після надрукувала п'ятиповерховий будинок і приватний будинок.
В Університеті Південної Каліфорнії пройшли перші випробування гігантського 3D-принтера, здатного надрукувати будинок загальною площею 250 м² за добу.

## Перспективи
- Нідерландські архітектори планують за допомогою технологій контурного будівництва, зокрема й системи D-Shape, побудувати незвичайну споруду у формі стрічки Мебіуса[2] .
- Європейське космічне агентство планує використовувати технології контурного будівництва для зведення космічних баз на інших планетах, зокрема на Місяці[5].